# Экуан
Экуа́н (фр. Écouen) — муниципалитет во Франции, в регионе Иль-де-Франс, департамент Валь-д'Уаз; на расстоянии около 18 км севернее Парижа, 24 км восточнее Сержи. Население — 7383 человек (2007).
Известен своим замком и расположенным в нём музеем Ренессанса национального значения.

## Демография
Динамика населения (Ehess і INSEE):

## Персоналии
- Шенк, Август (художник) (1828—1901) — немецкий и французский художник-пейзажист и анималист.